# Warren Evans
Warren Evans (circa 1910 - New York, 1959) was een Amerikaanse jazz- en rhythm & blues-zanger.

## Biografie
Evans was in de jaren 40 zanger in de band van pianist Buddy Johnson, te horen in nummers als "Deep Down in the Miz“, "I Done Found Out“ en "My Lonely Cabin“. Met "Baby, Don't You Cry“ (Decca 8632) hadden Johnson en Evans ook een hit in de Amerikaanse hitlijsten. Evans trad op in een soundie met de ballad "I Miss You So“. In 1944 trad hij op in Apollo Theater. Begeleid door een studioband met o.m. Dick Vance, Benny Morton, Joe Eldridge, Lem Johnson, Sammy Price, Everett Barksdale, Billy Taylor en Harold Doc West, nam hij eind 1944 het Cecil Gant-nummer "I Wonder“ op (met op de B-kant "Gone at Dawn“), met deze 78 toerenplaat haalde hij in februari 1945 de zesde plaats in de Billboard-lijst van Race Records.  In maart 1945 nam hij voor Decca Records vier nummers op, waaronder "In the Wee Small Hours of the Morning“ en "Mad About You“, hierbij begeleid door het orkest van Sammy Price (met o.a. Freddie Webster). In 1949 was hij vocalist bij de band van Skip Hall ("I Still Love You“/"So Deep in Love“). In de jazz was hij tussen 1941 en 1949 betrokken bij zes opnamesessies.